# 早坂好乃
早坂 好乃（はやさか よしの）は、日本の占い師、パワーストーンセラピストである。新宿や六本木のバーやナイトクラブイベントでの鑑定も行なっている。

## 略歴
出典
- 2003年、ブラック企業へ就職。鬱病と診断され、限界に達したときに街頭で占い師と出会う。それをきっかけに占い師に興味を持ち、占いの勉強を始めて数秘術を習得する。
- 2006年、占いサイトを開設。レイキヒーリングを施術する。
- 2007年、フリーランスとなり、対面での占い鑑定を始める。バーテンダーの仕事で生活費を補う。
- 2008年、パワーストーンの勉強を始める。手相と風水を習得する。
- 2009年、バーの一角を借りてパワーストーンのアクセサリー販売と占いカウンセリングを行うファビーストーン[3]を起業。
- 2015年7月8日、株式会社LWEを起業。

## メディア
出典

### テレビ
- ドラGO！（TV東京）で、表参道 (原宿)にある開運ショップとして紹介される。
- FNNスーパーニュース（フジテレビ）で、パワーストーンの専門家としてコメントする。
- ステキ＋Life（J:COM TV）で、噂の人気占い師として番組メンバーを鑑定する。
- 宝塚ドリームツアーズ（フジテレビ）で、ゲストの真飛聖を鑑定する。
- 聞きにくい事を聞く（テレビ朝日）で、パワーストーンの専門家としてインタビューされる。
- アナザースカイ（日本テレビ）で、ゲストのお土産アクセサリーを鑑別する。
- ガリレオXに登場する振り子（ペンデュラム）の情報と素材を提供する。

### 雑誌
- FLASH（光文社）にコメントが掲載される。
- Men's SPIDER（リイド社）に記載される。
- KERA（2006年7月号、ジェイ・インターナショナル）に掲載される。

### その他
- 婚前特急の前売り特典を提供する。
- ACIDMANのアルケミストに登場するアメシストの原石を提供する。